# Нож за пицу
Нож за пицу, секач за пицу, нож за тапете, нож за сатне основе, је ручни алат и кухињски прибор који се користи за сечење материјала који се не могу погодно сећи обичним ножем.
За разлику од уобичајених ножева, овај нема непомично сечиво, већ му се на крају дршке налази осовина на којој се окреће точкић са наоштреним ободом. Окретање точкића омогућава да се материјал сече не бочним покретом сечива, већ спуштањем сечива под правим углом у односу на подлогу што, у случају пице, спречава да се прелив помера по њој док се ова сече.
Из сличних разлога, као алатка користи се у уређењу ентеријера за сечење тапета, у пчеларству за сечење сатних основа и у друге сличне сврхе.

## Историја
Пре данашњег ножа са точкићем, за сечење пице и других сличних намирница користила се мецалуна (итал. mezzaluna) (донекле слична ножу за бурек). Са данашњим ножем за пицу заједничко јој је закривљено сечиво.
Нож са точкићем првобитно се користио као алат: у једном патенту из 1892. овакав нож намењен је сечењу тапета, а у другом из 1897. сличан нож је намењен сечењу омота цигара. 1922. појављује се нож са точкићем чија ивица иде у цик-цак, намењен сечењу теста.
Тек средином 20. века у САД почињу да се продају пице исечене на комаде, па и овај нож почиње да се користи и за сечење пице.
Временом, точкић са сечивом постаје све већи да би се лакше могле сећи пице са дубљим преливима.